# Čekinjavo trandovilje
Čekinjavo trandovilje (lat. Alcea setosa) je ukrasna biljka iz porodice sljezovki (Malvaceae).
Čekinjavo trandovilje porijeklom je iz Levanta: od Krete, Turske, Libanona i Sirije do botaničke regije Palestine (uključujući Izrael i Jordan). Dio biljke iznad zemlje vene i umire ljeti. Zimi se razvija rozeta cvjetova iz koje izrasta okomita cvjetna stabljika. Ružičasti cvjetovi su brojni i veliki, dok su u Galileji i Karmelu cvjetovi tamniji, a u Gilboi i Samariji svjetliji. U gorju Libanon mogu se naći cvjetovi u rasponu od tamno ružičaste do bijele boje. Cijela biljka je čekinjasta, otuda i njezin narodni naziv. Biljka cvjeta od travnja do lipnja.
U narodnoj medicini tekućina biljke koristi se za liječenje ozljeda, opeklina, kašlja i upala. Cvjetni pupoljci su jestivi, kuhani i sirovi, te se smatraju lijekom za bolesti dišnih putova. U libanonskim selima, cvjetovi čekinjastog sljeza suše se na suncu, zatim se miješaju s drugim biljem i divljim cvijećem, pripremaju kao mješavine i poslužuju kao čaj.

## Galerija
- Stabljika s jednostavnim grubim dlačicama, cvjetna čaška s dlačicama i veliki epikaliks
- Slično, ali stabljika rijetko dlakava

## Vanjske poveznice
- Bristly Hollyhock. Wildflowers of Israel. Inačica izvorne stranice arhivirana 6. lipnja 2020. Pristupljeno 26. srpnja 2020.